# Vavřinec Čermák
Vavřinec „Larry“ Čermák (* 15. února 1994 Praha) je český manažer, analytik, a expert na kryptoměny. Je současným výkonným ředitelem (CEO) společnosti The Block, která provozuje zpravodajský server a pomáhá klientům z Wall Street pochopit kryptoměny.

## Život a kariéra
Pochází z Prahy. Od šestnácti let studoval a hrál basketbal ve Spojených státech. Od roku 2010 studoval na soukromé křesťanské internátní střední škole Church Farm School v americkém státě Pensylvánie, kde hrál také basketbal. V roce 2013 nastoupil na vysokou školu Skidmore College ve státě New York, kde vystudoval titul z ekonomie a financí
Nejprve působil ve společnosti Diar, zabývající se výzkumem v oblasti kryptoměny. V roce 2018 začal pracovat ve společnosti The Block jako vedoucí výzkumu. V roce 2023 se stal CEO a od té doby vede The Block.
Magazín Forbes ho v únoru 2022 vyhlásil v seznamu úspěšných mladých lidí 30 pod 30.
V červenci 2022 měl s manželkou Annou dceru Bereniku a v říjnu 2023 syna Viléma. Obě děti vychovávají v Česku.